# Kvick som Blixten
Kvick som Blixten är en svensk stumfilm från 1927 med regi och manus av Adolf Jahr. Jahr hade även en roll i filmen, tillsammans med bland andra Edvard Persson och Torborg Stjerner.
Filmen spelades in sommaren 1926 i Falsterbo, Kivik och Sjöbo. Den hade premiär 24 januari samma år på biograferna Imperial i Helsingborg och Metropol i Malmö. Filmen var en fristående fortsättning på filmen Miljonär för en dag (1925). Namnet på rollfiguren Emma Q Jansson var en parafras på skådespelaren Anna Q. Nilsson, som haft framgångar i Hollywood.

## Handling
Vännerna Kvick och Blixten återses efter en tids skilsmässa. Tillsammans ger de sig ut på äventyr.

## Rollista
- Adolf Jahr – Kvick
- Edvard Persson – Blixten
- Torborg Stjerner – Pamela Blom
- Astrid Carlsson – Emma Q Jansson, skådespelare
- Laisa Sundström – kvinna
- Ernst Körner – man